# قصر غارنييه
قصر غارنييه (بالفرنسية: Palais Garnier)‏ يسمى أيضا أوبرا غارنييه (بالفرنسية: Opéra Garnier)‏‏. يحتوي على 1600 مقعد ويقع في ميدان الأوبرا في باريس بفرنسا. كان المقر الرئيسي لفرقة أوبرا باريس من عام 1875 حتى عام 1989.
صمم المبنى المعماري شارل غارنييه على النمط الباروكي الجديد. اعتبر حينها درة معمارية. ويقع في الدائرة الثانية من باريس، ويقع بالقرب منها محطة مترو أوبرا. افتتح عام 1875 وسمي رسميا الأكاديمية الوطنية للموسيقى ودار الأوبرا.

## معرض صور

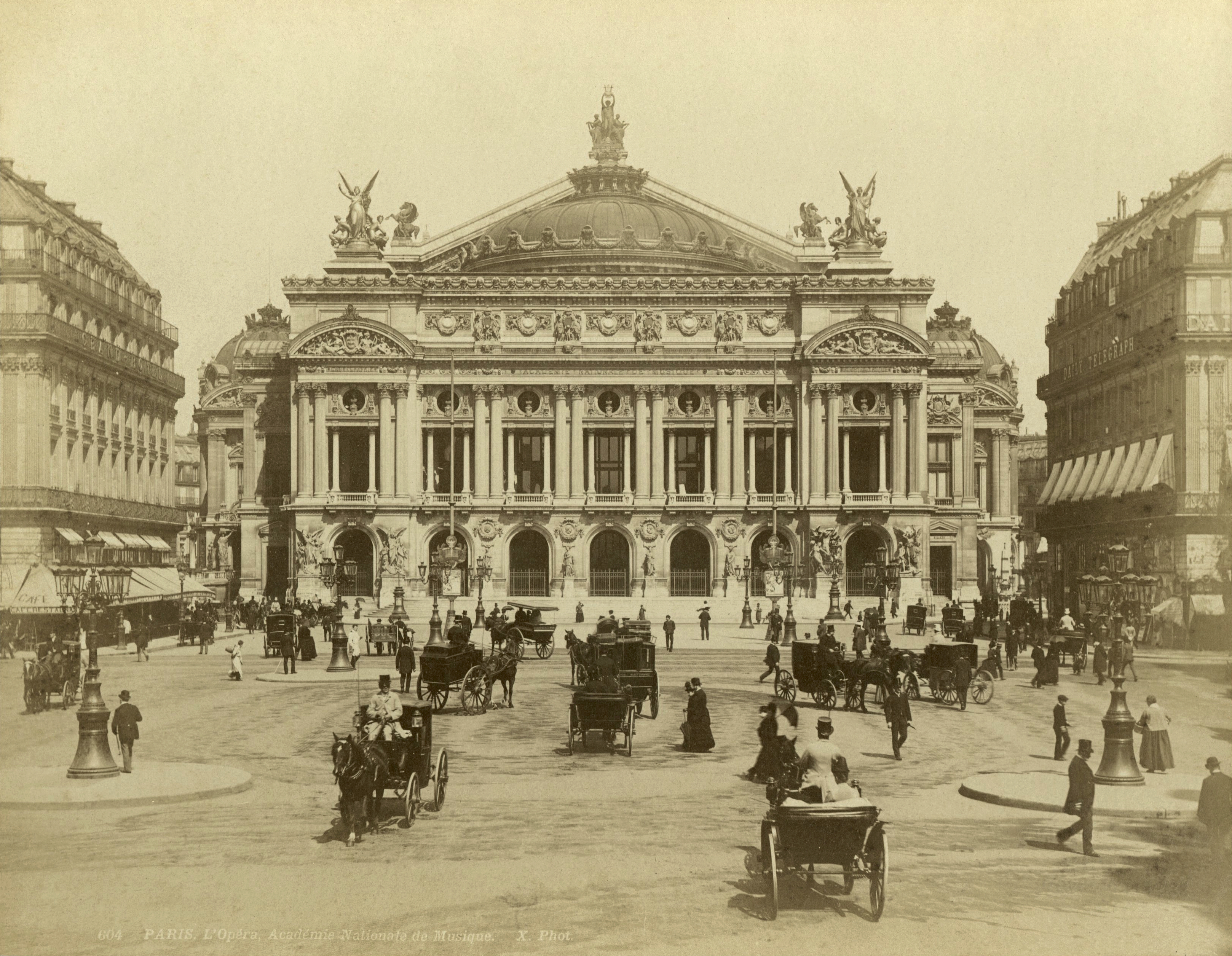
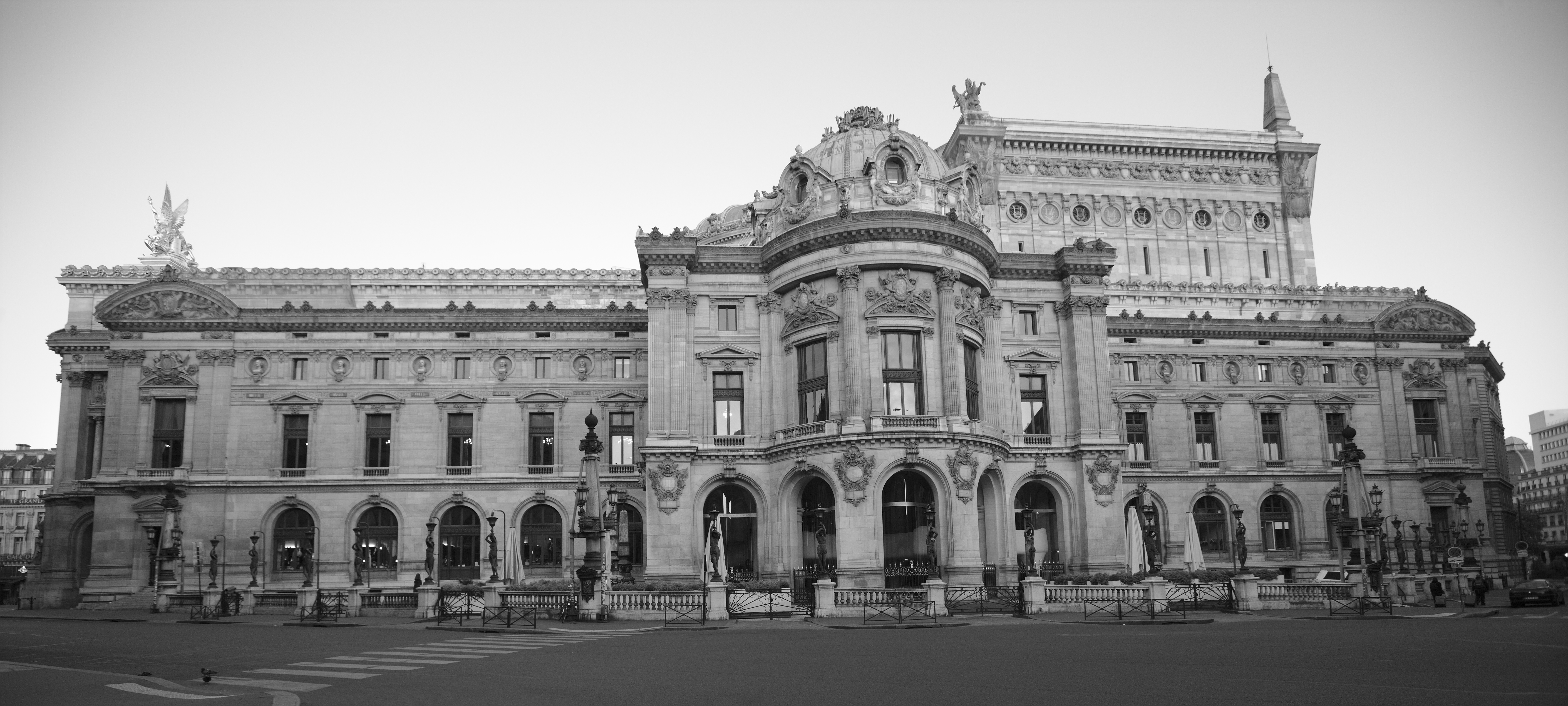
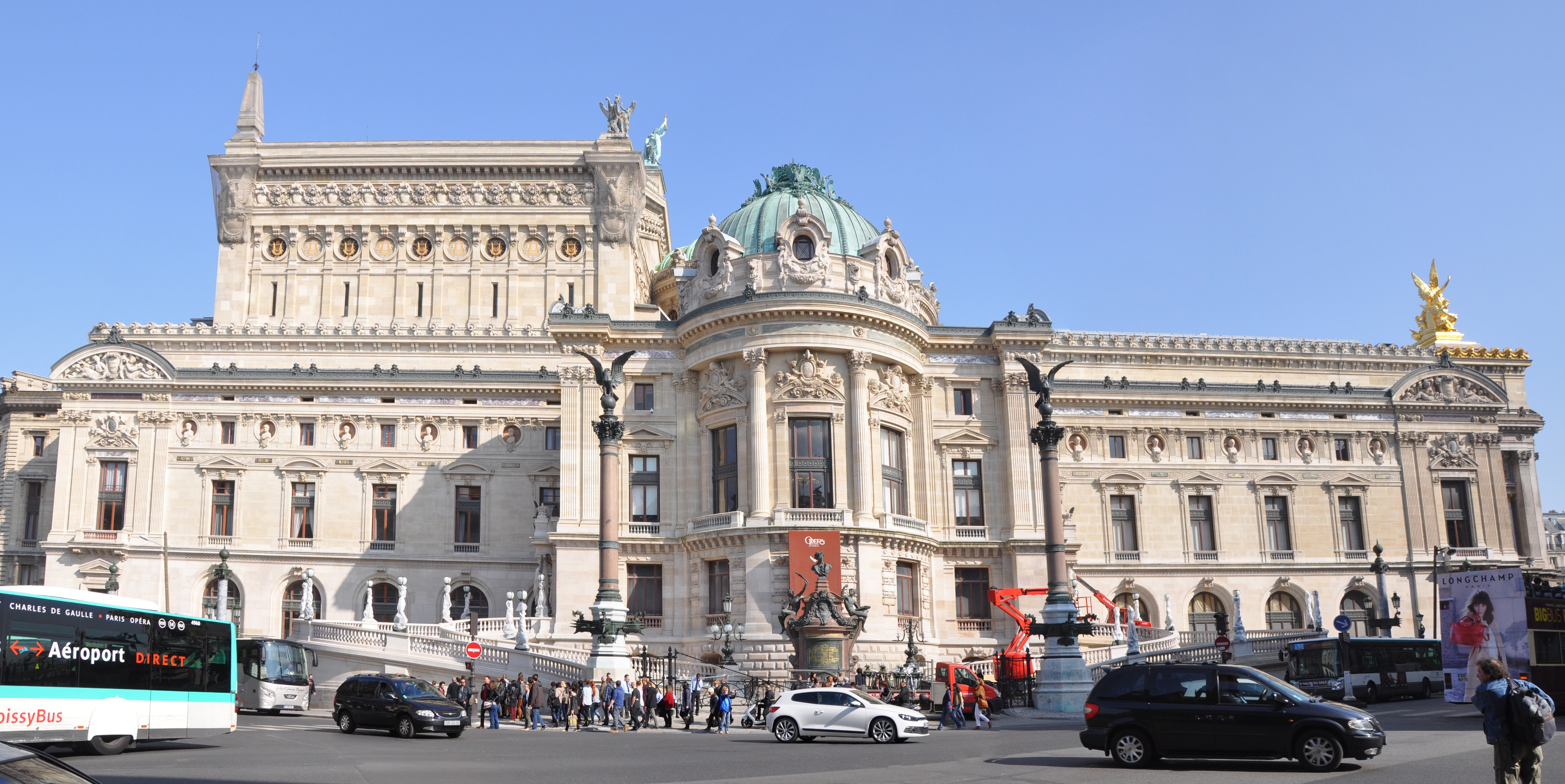

## مقالات ذات صلة
- قائمة قصور باريس